# Sematophyllum subrugifolium
Sematophyllum subrugifolium är en bladmossart som beskrevs av Hugh Neville Dixon 1942. Sematophyllum subrugifolium ingår i släktet Sematophyllum och familjen Sematophyllaceae. Inga underarter finns listade i Catalogue of Life.